# إينلاندت
إينلاندت هي مقاطعة نرويجية تأسست في 1 يناير 2020 وذلك بعد دمج مقاطعة أوبلاند وهدمارك.